# NGC 3651-1
NGC 3651-1 (другие обозначения — UGC 6388, MCG 4-27-28, ZWG 126.42, HCG 51A, PGC 34898) — эллиптическая галактика (E) в созвездии Льва. Открыта Уильямом Гершелем в 1785 году.
Галактика находится в группе HCG 51. В этой группе наблюдается единственная приливная структура, выглядящая как струя, проходящая между NGC 3651-1 и HCG 51E — или, можно считать, между двумя частями этой группы. Эта струя имеет очень низкую поверхностную яркость: в полосе B эта величина составляет 27,0m на квадратную секунду дуги. Она имеет более красный цвет, чем сами галактики в среднем: показатель цвета B−R составляет 1,8. Её длина составляет 90 килопарсек.
Этот объект входит в число перечисленных в оригинальной редакции «Нового общего каталога».